# 몰드 (화석)
몰드(Mold)란 생물의 신체 일부나 배설물 등은 사라지고 그 화석을 둘러싼 퇴적암에 그 형태이 찍혀 남아있는 화석을 뜻한다.

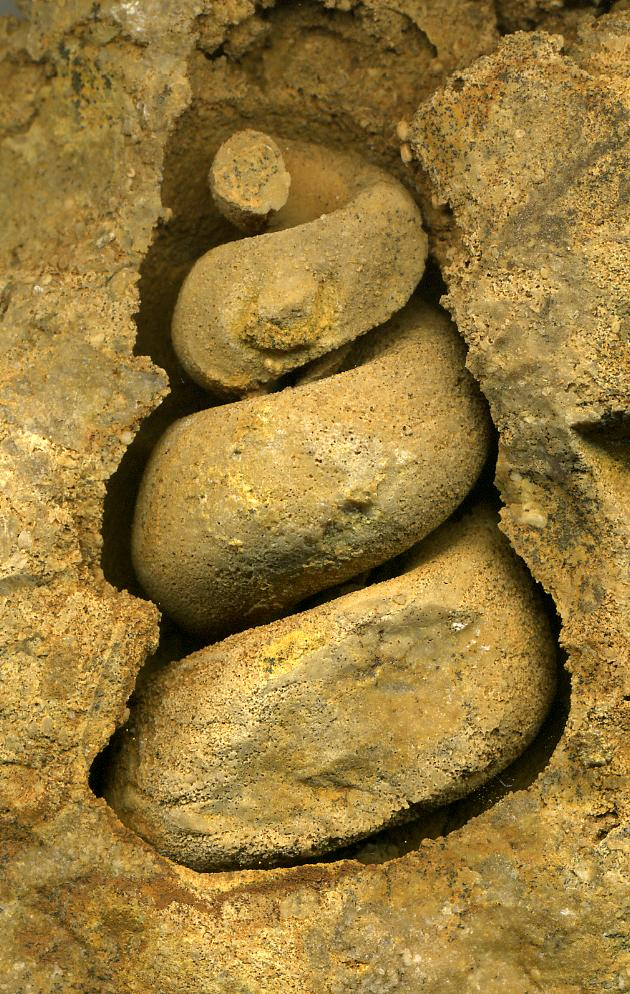
내형 몰드(Internal mold)

## 종류
만약 빈 소라껍데기가 퇴적되었을 때 껍데기의 밖이 찍힌 퇴적암은 외형 몰드(external Mold), 껍데기 안이 찍힌 퇴적암은 내형 몰드(Internal Mold)라 한다.

## 같이 보기
- 캐스트 - 몰드에 다른 물질이 들어가 원형을 복원하는 화석화 작용
- 화석
- 체화석
- 생흔 화석